# 俄勒岡州波特蘭聖殿
俄勒岡波特蘭聖殿（Portland Oregon Temple）是一座耶穌基督後期聖徒教會的聖殿。2014年，俄勒岡波特蘭聖殿迎來了其開幕25週年紀念。波特蘭聖殿是耶穌基督後期聖徒教會在俄勒岡州的首個聖殿。2012年，聖殿新設了遊客中心。

## 外部連結
- 维基共享资源上的相關多媒體資源：俄勒岡州波特蘭聖殿
- Official Portland Oregon Temple page（页面存档备份，存于）
- Portland Oregon Temple page